# Wielkopolski
Wielkopolski är en hästras som utvecklats i Polen. Idag är Wielkopolskin en av de viktigaste och vanligaste hästraserna i landet och är en stor tävlingshäst runt om i världen med stora framgångar i fälttävlan, dressyr och banhoppning. Den polska uppfödningen av hästar räknas bland världens bästa och Wielkopolskin är ett resultat av korsningar mellan två andra polska varmblodshästar, Pozanhästen och Masurenhästen. De två föregångarna dog dessvärre ut under utvecklingen då Wielkopolskin visade sig hålla en mycket högre klass än de två föregångarna. 

## Historia
År 1803 började en polsk prins kallad Sanguszko köpa in hästar från Orienten till sitt stuteri i Slawuta. Hans ättling greve Potocki startade senare det berömda stuteriet Antoniny under den senare delen av århundradet. Potocki var vad man kallade en riktig hästkarl och han födde upp hästar baserade bland annat på de arabiska fullblod hans förfader, prins Sanguszko, hade importerat till landet. Han stuteri blev känt för sina fina exemplar av araber och även något så ovanligt som tigrerade och skäckar med arabisk exteriör och rörelse. Dessa färger var dock inte tillåtana inom aveln av arabiska fullblod och dessa förnäma fläckiga och prickiga araberna blev istället grunden till två nya varmblodshästar. 
Pozanhäst eller Poznan kallades den ena som föddes upp i staden Poznań och området runt omkring och det var en medeltung till tung häst som användes både som ridhäst, körhäst och inom lättare jordbruk. Den andra kallades Masurenhäst och föddes upp runt Masuriska sjöarna och användes mest som remonthäst i armén och som ridhäst. Den masuriska hästen var egentligen inte mer än en korsning mellan arabiska fullblod och importerade Trakehnare. Den här hästen var lite lättare i typen och passade utmärkt till ridning. De Trakehnare som använts i korsningen var hästar som Polen fick insamlade av myndigheterna efter Andra världskriget. Man kunde lätt urskilja dem på det inbrända älghornsmärket på hästarna. 
De två varmblodshästarna Poznan och Masurisk häst förenades till slut och man avlade fram en universalras som blev så mycket bättre än de två övriga varmbloden att man helt slutade avla dem och man avlade enbart den nya Wielkopolskin som även förbättrades med hjälp av engelska fullblod, Angloaraber och mer arabiska fullblod.

## Egenskaper
Varmbloden Poznan och Masurier finns inte längre och hade inte heller någon riktig rasstandard förut. Wielkopolskin däremot föds upp med stor omsorg i Polen och även runt om i världen på andra stuterier och kallas ibland Mazursko-Poznanski.  Rasstandarden utmärker sig genom att hästarna ska bli kraftfulla och aktiva men med ett lugnt lynne. Det finns två klasser av Wielkopolskin där en är en lite tyngre brukshäst som används i de lättaste jordbruksarbetena, som körhästar och tyngre ridhästar för nöjesridning. Den andra är en lätt sporthäst som utgör grundär populär inom ridsport på hög nivå. Den lättare typen är den typ som utgör grunden i det vi kallar Wielkopolski. 
Rasen har ett ädelt och vackert huvud, lätta men starka bakben och är väl musklad. Wielkopolskin är välkänd för sina gångarter, speciellt den fjädrande traven. Rasen är sund och flexibel med goda möjligheter i de flesta sporter. Det engelska fullblod som finns i rasen har gjort den snabb och modig och mer än väl passande som fälttävlanshäst. Wielkopolskin visar ofta upp skäckfärgen som är väldigt ovanligt bland de flesta andra varmblodshästar i världen.  